# Piperton
Piperton é uma cidade localizada no estado norte-americano de Tennessee, no Condado de Fayette.

## Demografia
Segundo o censo norte-americano de 2000, a sua população era de 589 habitantes.
Em 2006, foi estimada uma população de 959, um aumento de 370 (62.8%).

## Geografia
De acordo com o United States Census Bureau tem uma área de
25,4 km², dos quais 25,3 km² cobertos por terra e 0,1 km² cobertos por água.

## Localidades na vizinhança
O diagrama seguinte representa as localidades num raio de 20 km ao redor de Piperton.